# Monarca d'Ua Huka
El monarca d'Ua Huka (Pomarea iphis) és un ocell de la família dels monàrquids (Monarchidae).

## Hàbitat i distribució
Habita els boscos de l'illa d'Ua Huka, a les Marqueses.